# Альбановское нефтегазоконденсатное месторождение
Альбановское месторождение — шельфовый нефтегазоконденсатный участок недр в Баренцевом море, в территориальных водах России. Участок находится в стадии изучении геологического строения.
Прогнозные ресурсы нефти, газа и конденсата в пределах Альбановского участка недр на основании количественной оценки ресурсов углеводородного сырья Российской Федерации по состоянию на 1 января 2009 г. составляют по категории Д2: по нефти — 144,2 млн т (геологические), 43,3 млн т (извлекаемые); по газу — 1,254 трлн м³; по конденсату — 43,3 млн т (геологические), 30,3 млн т (извлекаемые).